# Nappe de la craie
La nappe de la craie est une des plus grandes nappes phréatiques européennes. C'est un aquifère majeur, qui fournit de 11 à 12 milliards de m3 d'eau par an. 

## Localisation et configuration
Elle alimente une grande partie de la Belgique et du grand nord de la France ; de la Haute-Normandie à la Champagne-Ardenne  (où elle affleure et représente 9 700 km2 de territoire), en passant par l'essentiel du Nord-Pas-de-Calais, de la Picardie et du bassin parisien (lequel repose en grande partie sur la craie du Crétacé supérieur (sur près de 110 000 km2 soit 20 % du territoire français)).
Dans sa partie nord, la nappe s'enfonce sous la Belgique et remonte à l'est vers la Champagne-Ardenne.
Au nord d'une ligne  Calais - Béthune passant par Saint-Omer, elle s'enfonce sous la couverture tertiaire et devient captive et donc moins bien alimentée par la surface (mais également mieux protégée des pollutions de surface et bénéficiant dans cette zone d'une dénitrification naturelle). C'est dans ce secteur que 40 % des pompages d'eau potable par forages sont situés. Au nord de cette ligne la productivité des forages est de moins en moins bonne et ils ne servent pratiquement qu'à l'agriculture (irrigation, abreuvoirs pour le bétail) ou à des usages mineurs. Les champs captants du sud-ouest de Lille produisent encore une grande quantité d'eau potable, mais sont en limite de surexploitation. Ils sont depuis les années 1990 protégés par le parc de la Deûle (qui en éloigne les activités polluantes et sécurise les captages).

## Caractéristiques
Cette nappe n'étant pas alimentée par la fonte de glaciers, son niveau varie fortement selon les saisons et selon la pluviométrie des automnes et hivers (période de recharge de la nappe). La nappe de la craie fluctue jusqu'à 7 ou 8 m selon les années (pluvieuse ou sèche) sous les plateaux et souvent de plusieurs mètres au-dessous des vallées. Les pompages importants peuvent aggraver cette variabilité. Elle peut périodiquement alimenter de petites et étroites vallées sèches perpendiculaires aux vallées. Ces vallées sèches, parfois très encastrées, sont dites "creuses". Elles peuvent abriter des habitats naturels rares pour ces régions telles des forêts ou végétations dites « de ravins ».
Après avoir fortement baissé en raison des pompages industriels et miniers, le niveau de la nappe de la craie remonte, et elle remplit les vides laissés par les galeries de mines, avec des conséquences encore mal mesurées.
Elle est localement vulnérable ou déjà polluée, mais présente plusieurs avantages ;
- réalimentation assez rapide lors des périodes pluvieuses, grâce à une forte porosité de la craie (porosité moyenne de plus de 45 %, en matrice et en fissures, localement karstique). 
Un défaut local d'alimentation (moindre pluviométrie) peut être compensé par des transferts horizontaux de rééquilibrage de la nappe si la pluviométrie est plus importante ailleurs.
- la micro-capillarité et très bonne réserve en eau de la craie permet une agriculture très productive, sans irrigation, et une alimentation plutôt régulière des sources qui alimentent de nombreuses rivières et fleuves des plaines alluviales de ces régions.
- l'eau est dite "dure" (riche en sels minéraux) ; elle mousse moins en présence de savon, elle entartre les installations, mais avec l'avantage de moins solubiliser, le cuivre, le laiton et le plomb des canalisations et robinetteries que dans les régions où l'eau est naturellement "douce" et acide.

Ceci en fait sur la frange nord du bassin parisien, dans le territoire couvert par l'Agence de bassin Bassin Artois-Picardie, l'aquifère qui est de loin le plus important, tant en surface (80 % de la surface du territoire) qu'en volume d'eau fournie (76,5 % de l'eau potable consommée sur ce territoire).

## Histoire de la découverte de la nappe
Les hommes n'ont pris conscience de l'existence de cette nappe unique et immense qu'avec l'avènement de la géologie.
- Louis Dollé effectue une étude hydrogéologique de la nappe de la craie à partir des données disponibles dans le Cambrésis.
- Le géologue Jules Gosselet est appelé à étudier cette nappe qui envahit les galeries creusées par les mineurs du bassin houiller du Nord-Pas-de-Calais et qui nécessitera d'importants pompages de dénoyage des galeries.

Les premiers modèles hydrodynamiques de cette nappe appuyés sur des outils informatiques ont été précisés dans les années 1970-1980, notamment grâce à des analyses isotopiques de traceurs
- En 1974,  une thèse[3] étudie la percolation des jus (lixiviats) produits par une décharge ménagère vers la nappe (à Fretin).

## Fonctionnement, transformations
Cette nappe est alimentée par les eaux de surface, par gravité, et plus ou moins rapidement selon la porosité du matériau (Loi de Darcy) et la présence de fractures, cavités, rivières souterraines, etc. dans la craie. Elle alimente à son tour des débits d'étiage élevés, même en période de sécheresse. L'alimentation provient essentiellement des grands plateaux crayeux, et les premiers exutoires sont les sources et les vallées des rivières dont le niveau est plus ou moins en équilibre avec la nappe, ce qui explique que dans ces régions, une pollution de  rivière peut contaminer la nappe, et inversement.
En principe, l'eau d'une nappe atteint après un certain temps un équilibre physicochimique avec son environnement géologique. En réalité, sa qualité varie selon l'endroit où on la trouve, son temps de séjour. Elle y subit des transformations naturelles, et artificielles (contaminations induites par les puits, égouts, injections, affaissements miniers, etc. En amont, un effet filtre  est joué par les berges et les sédiments, « grâce auquel une partie des éléments polluants des rivières reste fixée dans les sédiments » (dont une partie peut toutefois être emportée vers la mer ou d'autres parties du bassin versant lors des grandes crues).
L'alimentation de cette nappe provenait autrefois d'une constellation de petits bassins versants réunis par quelques fleuves qui n'étaient pas en contact entre eux. Aujourd'hui, à la suite du creusement de nombreux canaux dans le nord de la France et en Belgique, cette nappe est potentiellement en contact avec des eaux venant de bassins versants plus lointains. À titre d'exemple, l'eau pompée dans le Cambrésis et le bassin minier ou la région lilloise provient de la nappe de la craie et plus précisément de la nappe du séno-turonien qui est en contact direct avec la Haute-Dêule, la Scarpe, le Haut-Escaut, la Selle, la Sensée et leurs bassins, ces bassins ayant par ailleurs été artificiellement mis en contact avec d'autres bassins par le creusement de canaux. Avec le canal Seine-Nord, Elle sera en contact avec les nappes superficielles de la région parisienne.
Depuis deux siècles, le percement des canaux et les pompages industriels ou d'exhaure du bassin minier ont probablement significativement modifié l'évolution saisonnière piézométrique normale de cette nappe. Avant cela, le drainage de vastes zones humides a peut-être déjà affecté son fonctionnement, au moins en surface. Aujourd'hui (2010), Charbonnages de France suit 320 piézomètres ; 9 descendant à 820 mètres pour suivre la remontée de la nappe dans les terrains houillers (on estime que cette remontée pourrait durer jusque vers 2100 puis inonder la partie affaissée du bassin minier (sauf pompage). Plus en périphérie, 120 piézomètres descendent à environ 20 m et mesurent les variations du plafond et de la qualité de la nappe de la craie profonde.

## Quantité, qualité et vulnérabilité
La vulnérabilité de la nappe de la craie peut être appréciée d'un double point de vue, celui de la quantité d'eau stockée et disponible, et celui de la qualité. 
Aspects quantitatifs : Cette nappe a été soumise à de très nombreux pompages (industriels, urbains, domestiques et localement agricoles) très intenses. Elle a subi les effets des pompages de dénoiement des galeries de mines. Localement (autour de Lille par exemple) et surtout durant les années de sécheresse (ou après ces années) on est en limite de surexploitation de la nappe. L'eau de la nappe de la craie présentait en 2002 une teneur (moyenne) en nitrates de 31 mg/litre . Ce taux augmente régulièrement depuis plus de 20 ans parfois de plus de 0,5 mg/litre par an en certains points. Ce problème va finir par imposer un traitement de l'eau .
Aspects qualitatifs : Cette nappe a localement été en contact avec des eaux de surface très polluées (pollution industrielle, fumiers et lisiers agricoles, séquelles de guerre), soit via la percolation des eaux, soit plus directement via d'anciens forages ou puits, soit via des écoulements directs le long de failles dans les systèmes karstiques. 
Le sous-sol crayeux a favorisé une riche agriculture, et parfois une densité importante d'habitants (autour de Lille, Amiens, Cambrai par exemple). Ce sous-sol de craie supporte donc aussi de nombreuses anciennes décharges d'ordures ménagères (au moins une par commune, pour des milliers de communes). S'y ajoutent quelques anciennes décharges industrielles, friches industrielles, sites et sédiments pollués. 
Une grande partie des surfaces agricoles labourées sont concernées depuis quelques décennies par des épandages réguliers et d'engrais (azote, phosphates) ou d'effluents de station d'épuration ou de lisiers, fumiers et fientes de volailles industrielles, etc. susceptibles d'apporter une pollution nitratée facteur d'eutrophisation, mais aussi microbienne. 
Enfin, dans les zones d'affaissement minier, des fuites importants de réseau d'égout ont contribué à polluer la nappe et plusieurs milliers d'hectares de friches industrielles continuent à relarguer des polluants métalliques métalloîdes, organiques, organominéraux, organométalliques, etc. vers la nappe, éventuellement via d'anciens puits ou forages mal obturés. Comme ces régions sont couvertes de sols essentiellement dédiés à une agriculture parmi les plus intensives du monde, elles ont été contaminées par les intrants agricoles (pesticides, mais surtout par les nitrates qui sont très solubles dans l'eau. Une partie des nitrates provient aussi (dans le nord de la France) d'effluents urbains perdus dans la nappe, notamment à la suite des affaissements miniers ou d'usines chimiques, comme le montrent bien les cartes de pollution par les nitrates, en particulier dans le bassin du Surgeon qui draine le territoire de l'ancienne usine Nitrochimie de Mazingarbe). La nappe a une certaine capacité de dénitrification naturelle mais qui est presque partout dépassée comme en témoignent les analyses d'eau de forage
Localement (150 communes sur 1600 environ dans le Nord-Pas-de-Calais), des catiches et autres cavités souterraines naturelles ou creusées dans la craie ont pu recevoir des déchets qui ont pu contaminer la nappe (Le fond de certaines catiches peut même être inondé en hiver et pourrait selon tous les avis prospectifs de l'INERIS, de l'OMM ou de l'ONERC l'être de plus en plus souvent dans le contexte attendu de dérèglement climatique). Des pompages intenses induisent un cône de rabattement qui peut assécher les alentours du puits de forage, mais ils peuvent également favoriser des déplacements horizontaux de polluants. La presque totalité du bassin Artois Picardie, dont toute la région Nord-Pas-de-Calais est classée en zone vulnérable au regard de la directive Nitrate,.

## Potentiel de valorisation thermo-énergétique de la nappe
Certaines nappes ont un potentiel intéressant de géothermie, permanent ou saisonnier ou de stockage provisoire ou saisonnier de calories ou de frigories. Dans le bassin minier du Nord-Pas-de-Calais, depuis la fin du XXe siècle, à la suite du recul de l'industrie, la nappe de la craie remonte après avoir été fortement surexploitée.  
La prospective climatique de Météo-France laisse penser que les hivers pourraient devenir de plus en plus pluvieux et frais dans cette région, avec des été néanmoins plus chauds et secs. Le réservoir de la craie pourrait donc se remplir plus vite que prévu par les premières modélisations.
Dans le même temps, une nouvelle nappe (néo-nappe du houiller) est en train de se former dans le « houiller », ou plus précisément dans les vides miniers (environ 100 000 km de galeries dans ce seul bassin, plus ou moins écrasées à la suite des foudroyages) . ces formations géologiques n'étaient pas autrefois des aquifères, mais ces vides se remplissent maintenant d'eau, plus ou moins rapidement selon les lieux. L'eau provient à la fois d'apports de surface, et d'infiltrations de la nappe de la craie. Durant les effondrement (dès 1850), des fissures ont pu s'ouvrir dans le massif rocheux et modifier irréversiblement les écoulements souterrains et de surface; Localement l'eau affleure ou noie déjà des points bas, et parfois des terrains urbanisés, ce qui impose aux collectivités un pompage permanent pour dénoyer les zones d’affaissement minier. 
Ces nappes semblent localement facilement accessibles à faible coût. Or, elles constituent un gigantesque stock naturel de calories ou de frigories qui n'a été que peu exploitée (hors quelques expérimentations par exemple à Villeneuve d'Ascq ou à Lille avec le chauffage de l'ensemble du Nouveau-Siècle par pompe à chaleur).
À la fin des années 1970, et au début des années 1980, dans le cadre des politiques régionales et nationale d'économies d'énergie (à la suite des crises de l'énergie), alors qu'on recherchait des solutions durables et innovantes (Le slogan était la France n'a pas de pétrole, mais elle a des idées), des géologues et divers spécialistes de l'énergie ont eu l'idée dans le nord de la France d'encourager l'utilisation de la nappe de la craie, et en particulier dans le bassin minier comme source de thermies via des pompes à chaleur, pour le chauffage collectif ou la climatisation de grands ensembles tertiaires, industriels ou d'habitat), ou comme lieu de stockage de calories (ou frigories) d'origine solaire ou industrielles (par exemple à partir de l'énergie fatale perdue par les incinérateurs dans l'atmosphère en été, alors que ces calories pourraient utilement servir au chauffage en hiver). 
En effet, à chaque niveau de la nappe, y compris dans sa partie supérieure, et plus encore en profondeur (où elle augmente avec le gradient géothermique), la température de l'eau est très constante. Dans les forages de surface existant, l'eau est extraite à une température de 10 à 11 °C +/- 1 °C, avec une moyenne à 11,5 °C et quelques cas à 16,1 °C (selon les mesures faites vers 1985 sur environ 80 forages). 
Des difficultés techniques existaient cependant, notamment dues aux débits importants nécessaires (disponibles uniquement là où la craie est assez fracturée), à la dureté de l'eau qui risque d'entartrer les échangeurs thermiques, et à des incertitudes sur d'éventuels changements de composition physicochimique de l'eau (drainage minier acide, qui semble évité par la dureté naturelle de cette eau), pollution par des agents corrosifs d'origine naturelle ou industrielle, voire urbains (salage des routes), risque de biofilm incrustant, localement plus important en raison de la présence de nitrates et de fuites des égouts vers la nappe, etc. 
Un cadre administratif et légal existe en France pour l'exploitation des nappes, et depuis les années 1980, plusieurs études ont porté sur ce potentiel , qui pourrait retrouver un intérêt dans le cadre de l'adaptation au changement climatique.
- En 1984, le Conseil régional, en lien avec l'AFME (Agence française de maitrise de l'énergie, devenue depuis l'ADEME) et le BRGM a commandé une première étude et une carte d'orientation pour une exploitation  éventuelle de la nappe du bassin minier par des pompes à chaleur [16] ;
- Deux ans plus tard, en 1986, la Région et l'AFME  ont conjointement décidé de financer une  étude de la température de la nappe, et la réalisation d'une carte  d'orientation pour l'exploitation thermique de la nappe de la craie du bassin minier, potentiellement très intéressante de ce point de vue[17]. Ceci a donné une nouvelle carte, cinq fois plus précise (1/250 000), produite par le BRGM, publiée en 1986, étudiée avec EDF qui à l'époque promouvait les pompes à chaleur eau/air (bien plus efficaces que les systèmes air/air, surtout si l'on veut produire une eau à 40 -50 °C)[17].

Potentiellement, des PACs (Pompes à chaleur) très performantes pourraient exploiter les calories de la nappe et répondre à une part importante des besoins de collectivités ou du secteur tertiaire, piscines, hôpitaux, entrepôts frigorifiques, séchage ou  déshumification de produits, grandes serres (10 m3/h pour 1000 m2 de serre), etc. Ceci nécessiterait des débits de centaines de m3/h (pouvant être  réinjectés dans la nappe via un autre puits, pour former une boucle thermique). Des débits très importants semblent possibles dans le bassin minier, où l'exploitation minière a en quelque sorte joué un rôle comparable à celui de la fracturation hydraulique utilisée pour l'« activiation » de forages pétroliers, gaziers ou d'eau, mais à bien plus grande échelle; Un passage de l'eau par des lagunages naturels pouvant être intégrés dans la trame verte du bassin minier permettrait peut-être même de contribuer à la dépolluer.
L'AFME considérait en 1986 qu'il fallait de 0,4 à 1,5 m3/h  d'eau de nappe pour chauffer un équivalent logement collectif, et de 0,7 à 3 m3/h pour un logement individuel. Les  progrès techniques récents de l'isolation thermique (maison passive, etc.) et des systèmes de PACs, associés à des capteurs géothermiques verticaux, des champs de sondes géothermiques, des pieux énergétiques, etc.) permettent aujourd'hui des rendements bien meilleurs. 

Il semblait facile dans les années 1970 à 1980 (avant la fermeture des derniers puits miniers), dans le bassin houiller, d'utiliser des "doublets de forages"  pour prélever des calories ou pour stocker de l'eau chaude dans la nappe (circulation en boucle  d'eau qui se réchauffe ou se refroidit dans le sous-sol), qui améliorent l'efficacité de pacs de forte puissance. Certains freins existent cependant, pour partie évalués, dont minéralisation totale élevée, tout comme la dureté et localement les teneurs en fer. Les risques de corrosion sont ici très faibles (sauf par effet diélectrique), mais les risques de dépôts entartrants sont à maitriser (calcaire, fer, soufre mobilisés par cristallisation ou biofilms bactériens), car pouvant fortement affecter les capacités des  échangeurs thermiques). Il faut aussi prendre en compte dans cet environnement complexe et très artificialisé l'existence de pompages  en amont ou aval des forages, qui perturbent ce qui serait l'écoulement naturel de la nappe. Il faut aussi prendre en compte certaines autorisations ou possibilités  administratives de rejets, le coût de fonctionnement des systèmes de pompage et de relevage (jusqu’à 5000 m3 par jour pour certaines stations), redevances sur les prélèvements d'eau souterraine, les taxes d'assainissement, etc.). 
Des opportunités existent là où les pompages existent et sont nécessaires (dénoiement de zones urbanisées), dans les parties basses où le risque d'inondation par remontée de nappe est permanent. Là, l'étude de 1986 suggérait qu'il serait intéressant de combiner la récupération de calories avec les pompages de dénoiement qui évacuent leur eau vers les canaux. 
En 1986, en France pour les eaux de moins de 20 °C, le  prélèvement de calorie était possible sans autorisation, mais tout forage ou  ouvrage devait être déclaré s'il dépassait 10 m de profondeur dans le sol (art  131 du Code minier), et tout forage de plus de 80 m nécessitait une  autorisation préfectorale (décret 3 oct 1958), de même que tout forage de plus de 10 m si le débit escompté dépassait 250 m3 par jour. Au delà d'un certain débit maximal (8 m3/h en 1986), tout forage non destiné à des  fins domestiques (la PAC entre dans ce cadre) devait être déclaré au préfet dans les 8 jours suivant sa mise en service. Les captages d'eau potable, cimetières, certaines prescriptions des documents d'urbanisme, DUP[Quoi ?] ou servitudes[Quoi ?] peuvent interdire le captage. Le rejet en surface ou en nappe  d'eau ayant servi à transférer des calories doit répondre à certaines  conditions (ex moins de 30 °C, pas de pollution ni adjuvant...) ou nécessite  une autorisation préfectorale.
À l'avenir, le SRCAE (en cours d'écriture en 2011) pourrait peut-être contenir de nouvelles dispositions concernant cette ressource potentielle. Le Parc naturel régional de l'Avesnois s'est également intéressé à cette ressource et suggère une étude élargie aux nappes superficielles, qui demanderait de mesurer ou modéliser la profondeur et l'épaisseur de la nappe, son hydrochimie, sa transmissivité et sa température. Certaines données étant déjà disponibles (température, qualitomètres, sur ADES ; et sondages profonds sur InfoTerre, le visualiseur de données géoscientifiques du BRGM). La nappe du calcaire carbonifère aurait aussi pu être thermiquement exploitée, mais alors en Belgique où elle est moins profonde ou plus couteusement dans le nord de la France (car située à plus de 100 m à 200 m de profondeur). Mais cette nappe est très surexploitée ; elle baisse de 1, à 1,5 mètre par an, depuis plus d'un siècle ;

## Restauration, protection et gestion de la nappe
La directive cadre sur l'eau impose à tous les États-membres d'atteindre un bon état écologique des eaux superficielles en 2015. Dans une partie de la Picardie et du Nord de la France et jusqu'en Champagne Ardenne (Champagne crayeuse), de nombreux cours d'eau dépendent totalement de la nappe de la craie pour leur alimentation. Dans ces zones, les populations, l'économie et l'environnement dépendent également de cette nappe pour les besoins en eau, ce qui explique qu'un « Observatoire de la nappe de la craie »  a été créé en Champagne-Ardenne sous l'égide de la DIREN et des administrations chargées de la fourniture ou de la qualité de l'eau, l'Agence de l'Eau Seine Normandie et le BRGM. Le premier tableau de bord date de mars 1999. Il est réactualisé annuellement.
L’aquifère de la Craie est considéré comme une « unité » homogène, mais il est concerné par des processus physico-chimiques, hydrochimiques et de stratification complexes et par des écoulements souterrains qui ont été modifiés par son exploitation et les mines. 
Il est localement très pollué (par la carbochimie et la métallurgie notamment), en particulier sous Lille/Roubaix/Tourcoing et dans le bassin minier. 
Il faut parfois intervenir en profondeur pour traiter des séquelles de pollution de surface.